# Ingrid Edström
Ingrid Maria Edström, född 25 mars 1931 i Skeppsholms församling i Stockholm, är en svensk chef för teater, TV och Svenska Filminstitutet, TV-producent och teaterperson. Hon är syster till kulturpersonligheterna Lars Edström och Per Simon Edström.

## Biografi
Edström är dotter till kaptenen och intendenten på Skansen, Axel Edström och Karin, född Pehrson. Hon började sin verksamhet inom teatern med studier vid Axel Witzanskys teaterstudio 1950–1951 och kom 1952, via ett mellanspel på Riksteatern, till den lilla fria Teatern i Gamla stan, sedermera Munkbroteatern, där hon 1952–1959 verkade inom ett flertal arbetsområden (skådespelare, regissör, kostymör, scenograf och administratör) med ett stort antal uppsättningar. Parallellt med detta var hon aktivt med att bygga upp barnteaterverksamheten Vår teater vid Medborgarhuset som instruktör 1954–1958.
1959 erbjöds hon arbete som TV-producent för barnprogram i Sveriges Television, där hon kom att stanna till 1988. Inför starten av den andra kanalen, TV 2, fungerade hon även som utbildningsledare och 1969–1979 var hon den första chefen för TV 2:s barn- och ungdomsredaktion. 1979–1982 bodde hon i Malmö och var chef för SVT:s Södra region, som vid denna tid expanderade och introducerade inte minst många underhållningsprogram som Lasse Holmqvists Här är ditt liv (1980-). 1982–1988 hade hon återvänt hon till Stockholm som biträdande programdirektör och programchef för hela TV2.
1988 lämnade hon TV-världen bakom sig, då hon blev chef för Riksteatern, men redan året därpå blev hon den första kvinnliga VD:n för Svenska Filminstitutet, vilket hon var till 1994. Där verkade hon för att främja tillväxten av nya, unga filmare med så kallad "växthus"-satsning och särskilt program för främjande av kortfilmsproduktion och -distribution. Hon har också haft styrelseuppdrag som vice ordförande för Dramatiska Institutet och varit aktiv för Oberoende Filmares Förbund (OFF). 1994–1997 bodde hon i Köpenhamn som facklärare vid Den Danske Filmskole och i början av 2000-talet har hon varit ordförande och VD för Föreningen Folkets Bio.
I samband med Göteborgs filmfestival 2009 utnämndes hon av organisationen Women in Film and Television (Wift) till deras "Årets Hedersmedlem" för sina insatser som kvinna inom TV och film. Hon har också i olika funktioner varit verksam i produktionen av ett litet antal dokumentärfilmer/kortfilmer, såsom Tiden är en dröm (1999) och Gunnel Lindbloms Betraktelse (1994). Hon medverkar i dokumentärfilmen Dansaren (1994) och skrev filmmanus till kortfilmen Skorven (1960).

## Teater

### Roller
| År   | Roll              | Produktion                                        | Regi             | Teater               |
| ---- | ----------------- | ------------------------------------------------- | ---------------- | -------------------- |
| 1952 | Guvernanten       | Leonce och Lena Georg Büchner                     | Bengt Lagerkvist | Teatern i Gamla stan |
| 1953 |                   | Drottningens juvelsmycke Carl Jonas Love Almqvist | Bengt Lagerkvist | Teatern i Gamla stan |
| 1953 | Kammarfrun Häxa 1 | Macbeth William Shakespeare                       | Arne Forsberg    | Teatern i Gamla stan |

### Regi (ej komplett)
| År   | Produktion | Upphovsmän | Teater               |
| ---- | ---------- | ---------- | -------------------- |
| 1954 | Askungen   |            | Teatern i Gamla stan |

### Scenografi
| År   | Uppsättning | Upphovsmän | Regi           | Teater               |
| ---- | ----------- | ---------- | -------------- | -------------------- |
| 1954 | Askungen    |            | Ingrid Edström | Teatern i Gamla stan |

### Kostym (ej komplett)
| År   | Uppsättning     | Upphovsmän     | Regi             | Teater         |
| ---- | --------------- | -------------- | ---------------- | -------------- |
| 1959 | Rika morbror    | August Blanche | Lars Hofgård     | Munkbroteatern |
| 1959 | Vår tids hjälte | Beppe Wolgers  | Claes von Rettig | Munkbroteatern |